# Elhallgatott gyalázat
Az Elhallgatott gyalázat egy 2013-ban bemutatott tényfeltáró dokumentumfilm, amely a Magyarország szovjet megszállása alatt megerőszakolt magyar áldozatokról szól. 
A háborúban egyfajta hadviselési formának számít a nők megerőszakolása, de talán a legbrutálisabbak e tekintetben a Magyarországot 1945-ben megszálló szovjet katonák voltak. A korabeli nemibeteg-gondozók adatai szerint több százezer magyar nőt erőszakoltak meg. A szovjet katonák által elkövetett gyalázat ugyan köztudott, mégis mindenki hallgat róla; az erőszakról az áldozatok sem akarnak beszélni, sokszor még a családtagjaik előtt is titokban tartották. A készítők ezért végigjárták Magyarországot az akkori hadsereg útján és szemtanúkat, hozzátartozókat, áldozatokat kérdeztek a szovjetek viselkedéséről. 
A filmet Skrabski Fruzsina rendezte, a producere pedig Janovics Zoltán volt. A film bemutatóját 2013. október 17-én tartották, és számos magyar televíziós csatorna, többek között a TV2, az M1 és a Duna TV is műsorára tűzte. 2014-ben Brüsszelben és Párizsban is levetítették. 2022-ben készült el a folytatása Megörökölt gyalázat címmel.

## Történelmi háttér
Magyarország szovjet megszállását a „felszabadulás ünnepének” nevezték a kommunisták, és a Magyar Népköztársaság állami ünnepe volt 1950-től 1989-ig. Az ünnepnapot április 4-ére tették, mivel az akkori hivatalos álláspont szerint 1945-ben ezen a napon hagyta el Magyarország területét Nemesmedvesnél az utolsó német katona az előrenyomuló szovjet csapatok elől visszavonulva.
Április 4-én a szovjet 6. gárda-harckocsihadsereg, a 4., 9. gárdahadsereg és a 46. hadsereg megkezdte Bécs ostromát. Április 4. után, Nemesmedves szovjet elfoglalását követően a visszavonuló német-magyar alakulatok közigazgatásilag önálló magyar községet már nem tartottak, de magyar területeket még igen, a hadműveletek során április 11-én, még magyar területen a Pinkamindszent községhez tartozó Dénes- és Kapuy-majort a németek feladták és a 104. szovjet lövészhadtest 93. lövészhadosztályának egységei vették birtokukba. Ezzel a szovjet hadsereg számára lezárult Magyarország területének elfoglalása.
A háborúban győztes nyugati hatalmak és a Szovjetunió vezetői Ausztriánál húzták meg a választóvonalat Kelet és Nyugat között. A Szovjetunió és Magyarország közötti 1947-es békeszerződés kimondta, hogy a szovjet erők mindaddig az országban maradhatnak, amíg Ausztriában is állomásoznak csapataik.
A Szovjetunió ilymódon jogot nyert arra, hogy Magyarországon fegyveres erőt tarthasson, ami az 1950-es évek elején négy hadosztálynyi haderő volt. A közlekedési utak biztosítását szolgáló két lövészhadosztály mellett egy-egy vadászrepülő- és vadászbombázó hadosztály állomásozott Magyarországon. A magyar hadsereg létszáma 1947. április 15-én mindössze 14 219 fő volt.
A Német Birodalom kapitulációját követően sem a Szövetséges Ellenőrző Bizottság, sem a politikai pártok nem kívántak magyar katonai jelenlétet Budapesten, illetve a magyar nagyvárosokban.
A nemzetiszocialista Németország megszálló katonáinak kiűzése és a nyilaskeresztes hatalom megdöntése egyben Magyarország szovjet megszállásának kezdete is volt, hiszen a hatalmas anyagi károk és emberveszteségek után az ország életét a szovjet megszállás megnehezítette és az ország lakosságának nagy része számára a háború borzalmait maga a szovjet hadsereg tevékenysége jelentette.

## A film témája
Minden történet ugyanúgy kezdődött: az ártatlan civilek az átvonuló hadsereg elől a pincébe, padlásra menekültek, a lányok elcsúfitották magukat, hogy ne legyenek kívánatosak. Aztán hirtelen megjelentek az ajtóban a részeg katonák és pillanatok alatt elragadták a nőket. Az áldozatok között volt, aki később beleőrült a szégyenbe vagy belehalt az erőszak okozta sérülésekbe.
A téma első tudományos feldolgozását a film egyik szakértője, Pető Andrea végezte el. Az orvosi adatok szintén az ő kutatásából származnak.
A film készítői szovjet veteránokkal, orosz és magyar történészekkel, pszichológussal és az áldozatokkal próbálták kideríteni, miként tudtak tömegével megőrülni a férfiak és olyan brutálisan viselkedni. Megszólalnak az akkori áldozatok, vállalva a felkavaró, borzalmas visszaemlékezéseket. Miként viselte meg a nőket és az egész társadalmat ez a megaláztatás?
A nemi erőszak nem okoz szexuális örömöt, az erőszak a hatalomról, a győzelemről szól, amit a legkönnyebb fegyvertelen és gyenge nőkkel szemben gyakorolni. A győztes hadsereg ráadásul még több mint 40 évig itt maradt és felszabadítóként ünnepeltették magukat.
Az áldozatoknak titkolniuk kellett a történetüket, mert különben őket büntethették meg. Sokan még most is titokban tartják a történteket, ráadásul jogilag sosem sem vonták felelősségre azokat, akik ezt elkövették.

## Szakértők, közreműködők
- Kováts Judit
- Leonyid Gibijanszkij
- Nyikita Petrov
- Pető Andrea
- Ungváry Krisztián
- Perczel-Forintos Dóra
- Horváth Attila
- Zsolnay Zoltán
- Számvéber Norbert[13]

## Szereplők
- Földesi Margit
- Igor Tupicin
- Jefim Blinder
- Kohánka Istvánné Baranyi Klára
- Heizer Tiborné Molnár Emília
- Lendvai Pál
- Koválnyé Ilonka
- Mattheidesz Konrád
- Dr. Ligetiné Feredy Mária
- Ertl Pálné
- Mihail Szavelij
- Palotainé Kali Gabi
- Simig Gyuláné Prósz Magdolna
- Ujj Miklósné
- Vincze Lajosné[13]

## Forgatási helyszínek
- Budapest
- Győr
- Litér
- Oroszország, Moszkva
- Nagyvázsony
- Nyíregyháza[4]

## Stáblista
- Skrabski Fruzsina (író, rendező)
- Janovics Zoltán (producer)
- Czomba Albert (operatőr, director of photograpy)
- Kiss Sándor (operatőr)
- Farkas Dániel (operatőr)
- Czomba Imre (zeneszerző)
- Szentgáli György (zene)
- Rákócza Richárd (zene)
- Horváth Nóra (zene)
- Kiss Sándor (vágó, kamerakezelő)
- Dimeth Balázs (kamerakezelő)
- Kopp Krisztina (rendezőasszisztens)[13]

## Filmes díjak
- Mecenatúra Díjátadó (2015. Budapest) –  Ember Judit kategória, III. hely
- Film for Peace Festival (2014, Trieszt) – Különdíj[14]
- Alter-Natív (2013, Marosvásárhely) – Panoráma Program
- Los Angeles-i Magyar Filmfesztivál (2013, Los Angeles) – Versenyfilm
- Kamera Korrektúra (2013, Budapest) – Dokumentumfilm, I. hely